# Copididonus hyalinipennis
Copididonus hyalinipennis är en insektsart som beskrevs av Carl Stål 1854. Copididonus hyalinipennis ingår i släktet Copididonus och familjen dvärgstritar. Inga underarter finns listade i Catalogue of Life.